# Jovica Arsić
Jovica Arsić (in serbo Јовица Арсић?; 3 novembre 1968) è un allenatore di pallacanestro serbo.

## Carriera
Ha guidato la Macedonia ai Campionati europei del 2009.

## Palmarès
- Campionato bulgaro: 4

Academic Sofia: 2009-10, 2010-11, 2014-15
Balkan Botevgrad: 2021-22
- Coppa di Bulgaria: 1

Academic Sofia: 2011